# Palaeothemis tillyardi
Palaeothemis tillyardi – gatunek ważki z rodziny ważkowatych (Libellulidae); jedyny przedstawiciel rodzaju Palaeothemis. Znany jedynie z dwóch stwierdzeń – na wyspie Kadan Kjun w południowej Mjanmie (gdzie zebrano okazy typowe) oraz w prowincji Phang Nga w południowej Tajlandii.